# Вимислув (Здунськовольський повіт)
Вимислув (пол. Wymysłów) — село в Польщі, у гміні Здунська Воля Здунськовольського повіту Лодзинського воєводства.
Населення — 420 осіб (2011).
У 1975-1998 роках село належало до Серадзького воєводства.

## Демографія
Демографічна структура станом на 31 березня 2011 року:
|          | Загалом | Допрацездатний вік | Працездатний вік | Постпрацездатний вік |
| -------- | ------- | ------------------ | ---------------- | -------------------- |
| Чоловіки | 219     | 51                 | 150              | 18                   |
| Жінки    | 201     | 45                 | 113              | 43                   |
| Разом    | 420     | 96                 | 263              | 61                   |